# Бруновка
Бруновка (укр. Брунівка) — село,
Новосёловский сельский совет,
Полтавский район,
Полтавская область,
Украина.
Код КОАТУУ — 5324084002. Население по переписи 2001 года составляло 21 человек.

## Географическое положение
Село Бруновка находится в 1-м км от левого берега реки Свинковка,
выше по течению на расстоянии в 1 км расположено село Надержинщина,
ниже по течению на расстоянии в 1,5 км расположено село Новосёловка.
Рядом проходит автомобильная дорога Т-1707.